# Anton (huyện)
Anton là một huyện thuộc tỉnh Sofia, Bungaria. Dân số thời điểm năm 2001 là 1806 người.